# 2016년 12월 죽음
다음은 2016년 12월에 사망한 저명한 인물 목록이다.
- 12월 2일 - 미국의 다이빙선수 새미 리
- 12월 3일 - 대한민국의 군인이자 대통령 비서실장 김계원
- 12월 8일 - 미국의 우주비행사 존 글렌
- 12월 10일 - 대한민국의 배우 정후
- 12월 11일 - 일본의 전 야구선수 가토 하지메
- 12월 13일 - 미국의 경제학자 토머스 셸링
- 12월 18일 - 미국의 배우 자 자 가보르
- 12월 24일 - 영국의 가수 릭 파핏
- 12월 25일 - 영국의 가수 조지 마이클
- 12월 26일 - 대한민국의 축구선수 박재완
- 12월 27일
  - 대한민국의 종교인 한석지
  - 미국의 배우 캐리 피셔
  - 스리랑카의 14대 총리 라트나시리 위크레마나야케
- 12월 28일 - 미국의 배우 데비 레이놀즈
- 12월 29일 - 대한민국의 언론인 최창봉